# Edmund Grey, Kent grófja
Edmund Grey, Kent grófja (1416. október 26. – 1490. május 22.) angol nemes és földesúr, aki árulásával lehetővé tette a York-házi csapatok számára a könnyű győzelmet a rózsák háborújának northamptoni csatájában 1460. július 10-én.

## Családja
Sir John Grey és Constance Holland legidősebb fiaként született 1416-ban. Anyja révén Genti János, a Lancaster-dinasztia megalapítójának dédunokája volt. Ruthin báróságát 1440-ben örökölte meg apjától, így hírhedt árulásakor még Lord Grey of Ruthinként volt ismert. Felesége, Katherine Percy szintén Genti János leszármazottja volt. 
1440. október 9-én ütötték lovaggá, előtte Aquitania-ben szolgált. A northamptoni csata előtt egyetlen „jelentősebb” tett köthető a nevéhez, 1450-ben részt vett William Treshamnek, az alsóház elnökének meggyilkolásában, aki csatlakozni akart York hercegéhez.

## Árulása
Lord Grey of Ruthin a mai ismeretek szerint nem vett részt a rózsák háborúja első csatáiban, de megbízható Lancaster-pártinak tartották, amit az is jelez, hogy Northamptonnál az első vonalban állt az embereivel. Nem tudni pontosan, hogy miért árulta el a királyt. Annyi bizonyosnak tűnik, a döntés nem az ütközet hevében pattant ki a fejéből, mert Richard Neville, Warwick grófjának csapatai úgy indultak harcba, hogy parancsba kapták: kíméljék azokat a védőket, akiknek a ruháján Grey jelvénye, a fekete bütykös bot látható.
Amikor a Yorkok megrohanták a Grey által védett földsáncot, katonái letették a fegyvert, sőt a Saint Albans-i apát feljegyzése szerint még segítettek is a támadóknak felkapaszkodni. Az árulás olyan meglepetést okozott, hogy a csata fél órán belül véget ért. IV. Henrik angol király fogságba esett, sok Lancaster-nagyurat – Buckingham, Shrewsbury, Thomas Percy, Egremont bárója és Beaumont – megöltek.

## Jutalma
Lord Grey of Ruthin 1463-ban a yorki IV. Eduárd uralkodása alatt kincstárnok lett, majd két évvel később megkapta a Kent grófja címet, legidősebb fia pedig a király családjába nősülhetett. 1483. július 7-én, III. Richárd koronázásakor ő vitte az uralkodó második kardját.